# Renault 20/30

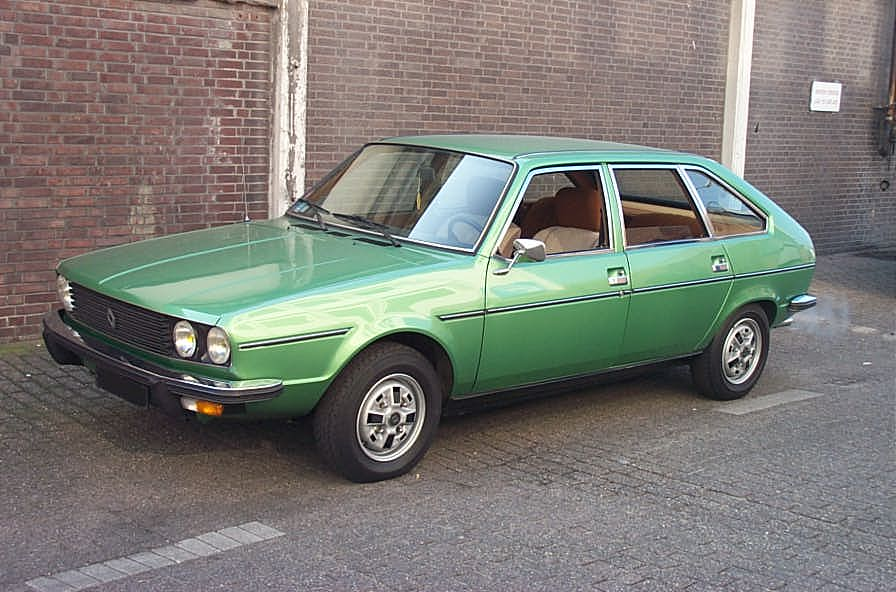
Renault 30

Renault 20 (R20) și Renault 30 (R30) sunt două mașini executive produse de producătorul francez Renault între 1975 și 1984. Designul a fost creat de stilistul Gaston Juchet, șeful Departamentului de stil al Renault. Renault 20 a fost numit astfel deoarece era echipat cu un motor de 1.995 cm3.
Cele mai luxoase și mai scumpe Renault-uri din vremea lor, cele două mașini erau aproape identice în ceea ce privește tabla și mecanica; R30 având un motor mai mare și fiind cel mai scump dintre cele două. Cele două mașini s-au distins cu ușurință între ele datorită configurației diferite de faruri – Renault 20 avea două faruri dreptunghiulare unice, în timp ce Renault 30 avea faruri rotunde cvadruple. Cu toate acestea, interioarele au fost substanțial diferite, Renault 30 fiind mai luxos la toate modelele. Peste 622,000 R20 și 145,000 R30 au fost produse în Sandouville, lângă Le Havre, Franța.